# Introducing...
| Recensione | Giudizio |
| ---------- | -------- |
| AllMusic   |          |

Introducing... è il primo (ed unico) album discografico come solista del pianista jazz statunitense Carl Perkins, pubblicato dall'etichetta discografica Dootone Records nel marzo del 1956.

## Tracce

### LP
Lato A
1. Way Cross Town – 3:40 (Carl Perkins)
2. You Don't Know What Love Is – 3:28 (Don Raye, Gene De Paul)
3. The Lady Is a Tramp – 3:15 (Lorenz Hart, Richard Rodgers)
4. Marblehead – 3:40 (Carl Perkins)
5. Woody'n You – 4:13 (Dizzy Gillespie)
6. Westside – 2:05 (Carl Perkins)

Lato B
1. Just Friends – 2:45 (Sam M. Lewis, John Klenner)
2. It Could Happen to You – 3:03 (Johnny Burke, Jimmy Van Heusen)
3. Why Do I Care? – 4:00 (Carl Perkins, Dootsie Williams)
4. Lilacs in the Rain – 3:25 (Peter De Rose, Mitchell Parish)
5. Carl's Blues – 4:50 (Carl Perkins)

### CD
Edizione CD del 2013, pubblicato dalla Boplicity Records (CDBOPM 008)
1. Way Cross Town – 3:47 (Carl Perkins)
2. You Don't Know What Love Is – 3:28 (Don Raye, Gene De Paul)
3. The Lady Is a Tramp – 3:14 (Lorenz Hart, Richard Rodgers)
4. Marblehead – 3:42 (Carl Perkins)
5. Woodyn You – 4:08 (Dizzy Gillespie)
6. Westside (aka Mia) – 2:06 (Carl Perkins)
7. Just Friends – 2:44 (Sam M. Lewis, John Klenner)
8. It Could Happen to You – 3:02 (Johnny Burke, Jimmy Van Heusen)
9. Why Do I Care? – 3:57 (Carl Perkins, Dootsie Williams)
10. Lilacs in the Rain – 3:20 (Peter De Rose, Mitchell Parish)
11. Carl's Blues – 4:46 (Carl Perkins)
12. Westside (aka Mia) – 2:39 (Carl Perkins) – Traccia bonus, versione alternativa
13. Memories of You – 3:03 (Andy Razaf, Eubie Blake) – Traccia bonus, brano inedito

## Musicisti
Carl Perkins Trio
- Carl Perkins - pianoforte
- Leroy Vinnegar - contrabbasso
- Larance Marable - batteria

Note aggiuntive
- Dootsie Williams - produttore, supervisore
- David Farrow - design copertina album originale
- Nick Coleman - note album originale